# Аляска (затока)
Аля́скинська зато́ка (англ. Gulf of Alaska) — широка затока Тихого океану між півостровом Аляска і материком Північної Америки. В Аляскинській затоці розташовані порти Сьюард, (зв'язаний залізницею з центром штату Аляска) та Принс-Руперт (Канада).
Частина Тихого океану, обмежена кривою південного узбережжя Аляски, тягнеться від півострова Аляска і острова Кадьяк на заході до Олександрівського архіпелагу на сході.
Вся берегова лінія затоки — чергування лісу, гір і декількох льодовиків.
Найбільші льодовики Аляски, Льодовик Маласпіна і Льодовик Берінга сягають узбережжя .

## Клімат
Акваторія затоки розташована у помірному кліматичному поясі. Увесь рік панують помірні повітряні маси. Переважає західний перенос. Значні сезонні коливання температури повітря. Цілий рік переважає циклонічна діяльність, погода мінлива, часті шторми. Зволоження надмірне. Відносно тепла зима з нестійкою погодою, сильними вітрами; прохолодне вологе літо з лагідною погодою.. 
З метеорологічної точки зору, затока Аляска є великим джерелом штормів, які рухаються в південному напрямі уздовж берегів Британської Колумбії, штатів Вашингтон і Орегон. Багато сезонних злив на північно-західному узбережжі Тихого океану приносяться із затоки Аляска.

## Екологія
Затока Аляска вважається продуктивною екосистемою класу I, з більш ніж 300 грамами карбону на квадратний метр на рік на підставі даних SeaWiFS.
Тут живуть глибоководні корали; через наявність Primnoa pacifica ця територія позначена Середовищем особливого занепокоєння (англ. Habitat Areas of Particular Concern). Це глибоководний корал P. pacifica, як правило, тут проживає на глибині від 150 до 900 метрів.